# Welschlandjahr
Das sogenannte Welschlandjahr bezeichnet den Aufenthalt von Deutschschweizer Jugendlichen nach der obligatorischen Schulzeit in der auch Welschland genannten Romandie, dem französischen Sprachraum der Schweiz. Der Aufenthalt im italienischen Sprachraum der Schweiz wird als Tessinjahr bezeichnet.
Bis in die späten 1970er Jahre hinein gehörte das Welschlandjahr zum Pflichtenheft der Ausbildung junger Frauen und teilweise Männer in der Deutschschweiz. Die Mädchen kamen meist als Haushaltshilfe oder Kindermädchen in einer Familie unter. Das Welschlandjahr diente allgemein als Zwischenlösung zwischen obligatorischer Schulzeit und Berufslehre, um eine andere Landessprache zu lernen. Für junge Frauen war es eine gute Gelegenheit, Sprachaufenthalt mit dem damals für viele «Frauenberufe» obligatorischen Hauswirtschaftsjahr, der sogenannten Rüebli-RS zu verbinden. Umgekehrt begaben sich auch Westschweizer Mädchen und Jungen in die Deutschschweiz.
In den 1980er und 1990er Jahren ging das Interesse der Schweizer Jugendlichen an einem Sprachaufenthalt in anderen Teilen der Schweiz zugunsten Aupair-Aufenthalten oder Schüleraustausch in englischsprachigen Ländern zurück, bevor es gegen Ende der 1990er erneut zunahm.
Heute besteht das Welschlandjahr weniger in einer französischsprachigen Hauswirtschaftslehre als in einem organisierten Aupair-Aufenthalt mit Besuch einer Sprachschule und teilweise sogar organisierten Freizeitaktivitäten. Für Jugendliche aus finanzkräftigen Familien werden zudem mehrmonatige Sprachaufenthalte bzw. ein fremdsprachiges zehntes Schuljahr in speziellen Internatsschulen angeboten.